# Ellen Douglass Hatch
Ellen Douglass Hatch, född 1812, död 1838, var en australiensisk skådespelare. Hon tillhörde pionjärgenerationen av skådespelare i Australien och var en stjärna på den första teatern i Sydney under 1830-talet. 
Hon var engagerad vid Theatre Royal, Sydney, som öppnade 1832 som den första teatern i Australien utanför Tasmanien. Hon var främst känd för sina roller inom tragedier, och bland hennes främst roller nämns Lady Macbeth och Alicia i Jane Shore.